# Пацијева капела
Пацијева капела (италијански: Cappella dei Pazzi) верски је објекат у Фиренци, централа Италија. Капелу је дизајнирао ренесансни архитекта Филипо Брунелески и сматра се једним од ремек-дела ренесансне архитектуре.

## Историја
Андреа Паци, поглавар породице Паци, прикупио је средства за капелу 1429, али је изградња капеле почела тек 1441. Капела је завршена 60-их година 15. века, две деценије након Брунелескијеве смрти. Зграда се сматра ремек-делом ране ренесансе.
Основна намена капеле је била да се користи као учионица за наставу монаха и за друге религиозне сврхе. Постојала је капела иза олтара, где је породица Паци сахрањивала своје мртве. Главни мотив за изградњу капеле је жеља породице Паци да оставе свој траг у Фиренци наглашавајући своје богатство и моћ. Чињеница да је град био у рату са суседним градом у то време и да је породица још увек стекла средства за изградњу капелу је показивала значај који је породица заузимала.
Раније се сматрало да је црква  дело Филипа Брунелескија, али се сада мисли да је он одговоран за план, који је заснован на једноставним геометријским облицима, квадратима и круговима, али не и за изградњу и детаље. Фасада коју је он започео је делимично заклоњена додавањем трема. Главна инспирација за капелу је манастир Санта Марија Новела, који се такође налази у Фиренци.
Величина капеле је била одређена већ постојећим зидовима, где простор није био квадратаст, већ правоугаони стварајући контраст са квадратним олтаром. Упркос томе и њеној сложеној историји, зграда нам даје увид у амбиције ренесансних архитеката у њиховој борби за кохерентност у архитектонском језику стубовима, пиластрима, луковима и сводовима. Архитектонски елементи ентеријера су у pietra serena-и (српски: "серена камену"). 
Што се тиче архитекта, научници тврде да је капела могла да буде дело или Ђулијана да Мајана или Микелоца.
Рондо апостола који седе је вероватно дело Луке дела Робије, који је такође урадио декорације куполе и трема. Претпоставља се да је Јеванђелисти у капели насликао Донатело.